# Palthis obliqualis
Palthis obliqualis är en fjärilsart som beskrevs av Paul Dognin 1914. Palthis obliqualis ingår i släktet Palthis och familjen nattflyn. Inga underarter finns listade i Catalogue of Life.